# Helena Horká
Helena Horká est une joueuse tchèque de volley-ball née le 15 juin 1981 à Brno. Elle mesure 1,88 m et joue au poste d'attaquante. 

## Clubs
| Club                   | De        | À         |
| ---------------------- | --------- | --------- |
| VK Královo Pole Brno   | 1999-2000 | 2002-2003 |
| Volley Köniz           | 2003-2004 | 2003-2004 |
| O.F.A. Apollonios      | 2004-2005 | 2004-2005 |
| Panellinios Athènes    | 2005-2006 | 2006-2007 |
| Winiary Kalisz         | 2007-2008 | 2007-2008 |
| BKS Stal Bielsko-Biała | 2008-2009 | 2009-2010 |
| VK Prostějov           | 2011-2012 | 2011-2012 |
| BKS Stal Bielsko-Biała | 2012-2013 | 2015-2016 |
| MKS Dąbrowa Górnicza   | 2016-2017 | 2016-2017 |
| VK Prostějov           | 2017-2018 | 2018-2019 |
| Volejbal Brno          | 2020-2021 | …         |

## Palmarès
- Championnat de République tchèque
  - Vainqueur : 2002, 2003, 2012, 2018.
  - Finaliste : 2019.
- Coupe de République tchèque
  - Vainqueur : 2001, 2002, 2003, 2012, 2018.
  - Finaliste : 2019.
- Championnat de Suisse
  - Vainqueur : 2004.
- Championnat de Pologne
  - Vainqueur : 2010.
- Coupe de Pologne
  - Vainqueur : 2009.